# Chesneya gracilis
Chesneya gracilis är en ärtväxtart som först beskrevs av Antonina Georgievna Borissova, och fick sitt nu gällande namn av Rudolf V. Kamelin. Chesneya gracilis ingår i släktet Chesneya och familjen ärtväxter. Inga underarter finns listade i Catalogue of Life.